# Jan Halama
Jan Halama (* 14. července 1988, Jablonec nad Nisou) je český fotbalista, v současnosti hráč klubu FK Bohemians Praha, kde hostuje z Dynama České Budějovice.

## Hráčská kariéra
Svoji fotbalovou kariéru začal v šesti letech v rodném Jablonci. Ze začátku hrál v útoku, později v záloze a v dorostu se z něj postupem času stal stoper i pro svou vyspělou postavu. V FK Jablonec působil až do roku 2003, než si ho vyhlédla pražská Sparta. Zde s ročníkem 1987 získal mistrovský dorostenecký titul. V roce 2006 přestoupil do FK Marila Příbram, kde si pod trenérem Tobiášem ve svých osmnácti letech odbyl svůj prvoligový debut na hřišti Zlína a na jaře 2007 se stal členem základní sestavy, když po boku zkušeného Tomáše Hunala odehrál v celé sezóně 15 utkání. Příbram však v téže sezóně sestoupila z nejvyšší soutěže a Halama přestoupil do FC Viktoria Plzeň, jejímž hráčem byl následující čtyři roky. Pod trenérem Levým se z něho od 8. kola sezóny 2007/08 stal jeden ze stálých členů základní sestavy. V následující sezóně pod trenérem Šilhavým se do sestavy neprosazoval. Více příležitostí mu dal trenér Pavel Vrba, přesto v září 2009 odešel na hostování do FK Bohemians Praha, kde odehrál podzimní část Gambrinus ligy. Po zimní přípravě v Plzni byl na testech v FC Nitra, kde se zranil, a těsně před koncem přestupního období si jej vybral nováček slovenské Corgoň ligy FK Senica. V sezóně 2010/11 hostoval v FC Vysočina Jihlava. V létě 2011 přestoupil z Plzně do SK Dynamo České Budějovice, hned na prvním tréninku se nepříjemně zranil a neabsolvoval letní přípravu, v září nastoupil k jednomu prvoligovému utkání, vzápětí však odešel hostovat znovu do druholigové Jihlavy, s níž vybojoval postup do Gambrinus ligy. V létě 2012 se vrátil do Budějovic.
Dne 11. září 2013 byl zatčen Policií České republiky kvůli jeho údajnému podílu na ovlivňování zápasů.

## Rodina
Jeho otec Milan Halama a bratr Michal Halama také hráli fotbal na ligové úrovni v FK Jablonec. Strýc Václav Halama byl fotbalistou, trenérem a managerem.

## Reprezentace
Od svých patnácti let postupně povoláván do všech mládežnických výběrů (U16-U20). Bývalý člen širšího kádru reprezentace U21.